# Лунная шкатулка
«Лунная шкатулка» (англ. Box of Moon Light) — фильм режиссёра Тома Дичилло.

## Сюжет
Накануне Дня независимости инженер Эл Фаунтэйн закончил свою работу на строительном объекте. Но возвращаться домой он не спешит. Поддавшись ностальгическим воспоминаниям, Фаунтэйн решил найти озеро, образ которого был у него в памяти с самого детства. Сообщив жене, что вернется через несколько дней, Эл берёт напрокат автомобиль и отправляется в путь. По дороге он знакомится с попутчиком — молодым человеком по прозвищу Кид, отъявленным авантюристом…

## В ролях
| Актёр                                      | Роль         |
| ------------------------------------------ | ------------ |
| Джон Туртурро                              | Эл Фаунтен   |
| Сэм Рокуэлл                                | Кид          |
| Кэтрин Кинер                               | Флоати Дюпре |
| Лиза Блаунт                                | Пурлен Дюпре |
| Энни Корли                                 | Деб Фаунтен  |
| Рика Мартенс (англ. Rica Martens)          | Дорис        |
| Александр Гудвин (англ. Alexander Goodwin) | Боб Фаунтен  |
| Дермот Малруни                             | Уик          |